# Vattendrag i Sverige (P–R)
Siffrorna efter vattendragens namn anger deras totala längd i kilometer. Längder på minst 2 mil avrundas till hel- eller halvmil. Vattendrag med ett flodområde på minst 4 kvadratmil skrivs med fetstil.
- Paamajoki 20
- Paankijoki 30
- Pahtajoki 25
- Painajaisjoki 30
- Paittasjoki 14
- Pakajoki 25
- Pakkojåhkå 25
- Paktajåhka 20
- Pallakajoki 13
- Palojoki 70
- Paltajåhka 16
- Parakkajoki
- Parasbäcken 13
- Parkajoki 60
- Parkkijoki 13
- Partån 10
- Paubäcken 55
- Paulajåhkå 16
- Pauliströmsån 55
- Pellabäcken 14
- Pellijoki 17
- Pellojoki 20
- Pengån 30
- Pennikajoki 17
- Penningbyån 30
- Pentäsjoki 60
- Perstorpsbäcken 20
- Peräjäjoki 15
- Pesosenjoki 25
- Pessisjåhka 20
- Petikån 75
- Pierujoki 40
- Piettarasjoki 12
- Pieturajåhkå 17
- Piilijoki 15
- Pilkbäcken 16
- Pillisoån
- Pillkabäcken 14
- Pineboån 12
- Pinnån 45
- Pirttiniemenjoki 25
- Piteälven 400
- Pitsijoki 20
- Pjältån 30
- Pjäsörbäcken
- Plågbäcken 12
- Pojmisbäcken 17
- Porsån 30
- Portilaån 14
- Pounujoki 12
- Prostgårdsälven 20
- Prästbäcken 16
- Prästhytteån 25
- Pulsujoki 60
- Puolisjoki 30
- Puotojåhkå 12
- Puottaurebäcken 20
- Pysäjoki 25
- Pyttbäcken 20
- Påkamålabäcken 14
- Pålböleån 40
- Pålängeån 12
- Påståjåhka 18
- Päiväjoki 25
- Pärlälven 140
- Pösan 20
- Radnejaurälven 30
- Raftan 20
- Rakisätno 55
- Rakkurijoki 17
- Raktenjåhkå 30
- Rambergsån 11
- Rammsjöån 6
- Ramsan 50
- Ramstaån 25
- Ramån 10
- Randaljåhkå 20
- Rannäsaån 4
- Ranån 25
- Rapaätno 75
- Rappenjåhkå 50
- Ratasoja 20
- Rattsjöälven 20
- Rattån 12
- Ratuån 25
- Rauskasjoki 30
- Rautasälven 135
- Rautbäcken 16
- Rautojåhkå 18
- Rauvosjoki 20
- Ravesjbäcken 15
- Regasjöån 35
- Rejån
- Rekån 14
- Remmarån 35
- Renforsbäcken 25
- Rensjöån 9
- Renträskån 3
- Reunajåhkå 25
- Ribraurjåhkå 35
- Rickleån 145
- Riebnesströmmen 72
- Rienakkajoki 25
- Rikebäcken 18
- Rimojåhkå 25
- Ringsån 14
- Rinnan 30
- Rinnån 20
- Rinnälven 15
- Ripakkajoki 14
- Ripasätno 25
- Risbäcken 20
- Riskeboån 10
- Rissajåhkå 20
- Rissjöbäcken 20
- Risån 60
- Riteljåhkå 20
- Rittakjåhkå 40
- Rivsjövasslen 9
- Rockbäcken 20
- Rocknöbäcken 15
- Rocksjöån 15
- Rockån 10
- Roggån 30
- Rogsån 35
- Rokån 50
- Rolfsån 90
- Romsån 12
- Romälven
- Ronnebyån 115
- Ronningsbäcken 11
- Ropijoki 16
- Rosseln 25
- Rossån 20
- Rosån 13
- Rosån 35
- Rotnen 70
- Rottnan 110
- Rottneån 20
- Rotån 25
- Rudsjöån 14
- Rudtjärnsbäcken 17
- Ruggan 25
- Rukojoki 14
- Rullån
- Runnarjoki 15
- Ruodusjoki 15
- Ruoktojåhkå 45
- Ruonasjåhka 16
- Ruonekjåhkå 40
- Rusbäcken 45
- Ruskträskbäcken 40
- Ruskån 20
- Rutnajoki 18
- Rutsabäcken 20
- Rutån 8
- Ryån
- Rymman 30
- Ryssån 40
- Råbäcken 11
- Råcksta å 45
- Rågobäcken 20
- Råmmån 35
- Rånden 80
- Råneälven 215
- Rångedalaån 14
- Råsjöån 25
- Råstätno 65
- Råvvejåhkå 14
- Råån 30
- Rädan 14
- Räggån 20
- Rällan 20
- Rällsjöån 10
- Rällsälven 60
- Rältån 13
- Rämånaälven 7
- Rängsjöbäcken 9
- Ränkaån 13
- Rännöån 20
- Rätniltjåhkå 17
- Rävabäcken 10
- Rävsjöån 15
- Röbackaån 9
- Rödingsträskbäcken 20
- Rödån 30
- Röglaån 12
- Röjan 40
- Röjdan 75
- Rökbergsån 11
- Rökån 20
- Rölandaån 12
- Rönnbäcken 20
- Rönne å 115
- Rönälven 9
- Rördalsån 17
- Rörums norra å 11
- Rörums södra å 18
- Rörvattenån 13
- Rörån 80
- Rössjöholmsån 35
- Rösteån 55
- Röttleån 35
- Rövran 30
- Röån 65
- Röjån 65
- Röjan 65
- Röälven 15